# Tangintebu
Tangintebu ist ein Ort im Süden des Tarawa-Atolls in den zum Inselstaat Kiribati gehörenden Gilbertinseln im Pazifischen Ozean. Er liegt auf der Insel Eita. 2020 hatte der Ort 210 Einwohner.

## Geographie
Tangintebu befindet sich am „Rumpf“, der westlich verlaufenden Riffkrone im Süden von Tarawa (Tarawa Te Inainano). Der Ort liegt am westlichen Ende der Insel Eita zwischen dem Ort Eita und Taborio.

## Klima
Das Klima ist tropisch heiß, wird jedoch von ständig wehenden Winden gemäßigt. Ebenso wie die anderen Orte des Tarawa-Atolls wird Tangintebu gelegentlich von Zyklonen heimgesucht.